# Alan Bannister
Alan Bannister (Mánchester, 3 de noviembre de 1922–18 de mayo de 2007) fue un deportista británico que compitió en ciclismo en la modalidad de pista, especialista en la prueba de tándem.
Participó en dos Juegos Olímpicos de Verano, en la prueba de tándem, obteniendo una medalla de plata en Londres 1948 (haciendo pareja con Reginald Harris) y el quinto lugar en Helsinki 1952.

## Medallero internacional
| Juegos Olímpicos | Juegos Olímpicos       | Juegos Olímpicos | Juegos Olímpicos |
| Año              | Lugar                  | Medalla          | Competición      |
| ---------------- | ---------------------- | ---------------- | ---------------- |
| 1948             | Londres ( Reino Unido) | Medalla de plata | Tándem           |